# Boroka karpovii
Ordre
Famille
Genre
Espèce
Boroka karpovii est l’unique espèce du groupe des Bigyra (organisme  flagellé), du genre Boroka, décrite dans la classe des Bicoecidea,  l’ordre des Borokales, et la famille des Borokaceae.

## Étymologie
Le nom de genre Boroka vient de la ville de Borok (Russie), localité d'où proviennent les cultures de cet organisme. L'épithète spécifique karpovii signifie « de Karpov », Boroka karpovii ayant été nommé à partir de l'espèce Pseudobodo tremulans au sens du protistologue russe Sergey A. Karpov.

## Description
Boroka karpovii est dépourvu de lèvre surélevée antérieure aux bases ciliaires. Ses extrusomes sont des kinétocystes. Il possède un flagelle antérieur qui émerge de la pointe de la cellule, et non d'une dépression profonde comme chez d'autres flagellés.

## Habitat
Boroka karpovii est une espèce marine.

## Systématique
Le nom correct complet (avec auteur) de ce taxon est Boroka karpovii Cavalier-Smith, 2006.
Avant que Cavalier-Smith et Chao nomment Boroka karpovii, cet organisme avait été décrit sous le nom de Pseudobodo tremulans Griessmann, 1913 au sens du protistologue russe Sergey A. Karpov.

## Publication originale
- (en) Cavalier-Smith, T. et Chao, E.E.Y., « Phylogeny and Megasystematics of Phagotrophic Heterokonts (Kingdom

Chromista). », Journal of Molecular Evolution, vol. 62, no 4,‎ 2006, p. 388-420 (ISSN 0022-2844, e-ISSN 1432-1432, lire en ligne [PDF], consulté le 18 novembre 2024). 